# Distrito de Rukungiri
Rukungiri es un distrito ubicado en Uganda occidental que comparte fronteras con el Distrito de Kanungu, Distrito de Kabale, Distrito de Kisoro, Distrito de Ntungamo y el Distrito de Bushenyi. Su nombre proviene de su ciudad capital, la ciudad de Rukungiri.
Los dos grupos étnicos más importantes en el distrito son los Bakiga y los Bahororo.
El clima es bueno para la agricultura, pero el distrito está superpoblado y, además, es uno del más pobres del país.
El representante parlamentario más importante de este distrito es el general Jim Muhwezi.
El distrito es el lugar del nacimiento de Kizza Besigye quien fue un candidato a la presidencia de Uganda en 2001 y 2006.
Se subdivide en estos condados:
- Rukungiri
- Nyakishenyi
- Rwanga
- Kirima
- Rujumbura
- Buyanza

Su superficie total es de 2.860 km², mientras que su población se eleva al número de 308.696 personas (cifras del censo del 2002). Esto da lugar a una densidad de 107,9 residentes por cada kilómetro cuadrado del distrito.
- Datos: Q289419
- Multimedia: Rukungiri District / Q289419